# Hyptiotes flavidus
Hyptiotes flavidus là một loài nhện trong họ Uloboridae.
Loài này thuộc chi Hyptiotes. Hyptiotes flavidus được John Blackwall miêu tả năm 1862.